# Liyuzui
Die Liyuzui-Stätte (鲤鱼嘴遗址,  Lǐyúzuǐ yízhǐ – „”Karpfenmaul-Stätte”“) ist eine neolithische Muschelhaufen-Stätte in Liuzhou, Autonomes Gebiet Guangxi der Zhuang. Es wurden eine Untere und eine Obere Schicht festgestellt.
Zwei Töpferwaren werden von Yasuda Yoshinori (2002) auf die Zeit von 21025±450 (21067-19152) bzw. 18555±300 (20564-19601) datiert.
Die Liyuzui-Stätte (Liyuzui yizhi) steht seit 2006 auf der Liste der Denkmäler der Volksrepublik China (6-170).